# HD203096
HD203096 — хімічно пекулярна зоря спектрального класу A5, що має видиму зоряну величину в смузі V приблизно  6,2.
Вона  розташована на відстані близько 1698,7 світлових років від Сонця
й віддаляється від нас зі швидкістю близько 7км/сек. Ця зоря є компонентою подвійної системи.

## Фізичні характеристики
Зоря HD203096 обертається порівняно повільно навколо своєї осі. Проєкція її екваторіальної швидкості на промінь зору становить  Vsin(i)= 18км/сек.